# Тиенкуан

Газета «Тиенкуан»

«Тиенкуан» (вьет. Tiền Quân, Авангард) — нелегальная газета, печатный орган Группы индокитайских эмигрантов, организации, придерживающейся протроцкистских взглядов. В её редколлегию входили Та Тху Тхау, Фан Ван Тянь, Хюинь Ван Фыонг, Хо Хыу Тыонг, Фан Ван Хум и др. Однако большинство её создателей было арестовано до выпуска первого номера «Тиенкуан» в результате репрессий последовавших за демонстрацией вьетнамцев, состоявшейся 22 мая 1930 г. напротив Елисейского дворца в Париже.
Оставшиеся на свободе Хо Хыу Тыонг и Фан Ван Хум, бежавшие из Франции в Бельгию, летом 1930 г. опубликовали первый и единственный вышедший номер газеты «Тиенкуан» в Брюсселе. Эпиграфом к нему послужила цитата из работы В. И. Ленина «Что делать? Наболевшие вопросы нашего движения»: «Без революционной теории не может быть и революционного движения». Издание было выдержано в политической линии Группы индокитайских эмигрантов. Колониальная Комиссия Французской Коммунистической партии с тревогой сообщала об этом печатном органе, что в нем «была возобновлена атака вьетнамских троцкистов на коммунизм».